# 花穂

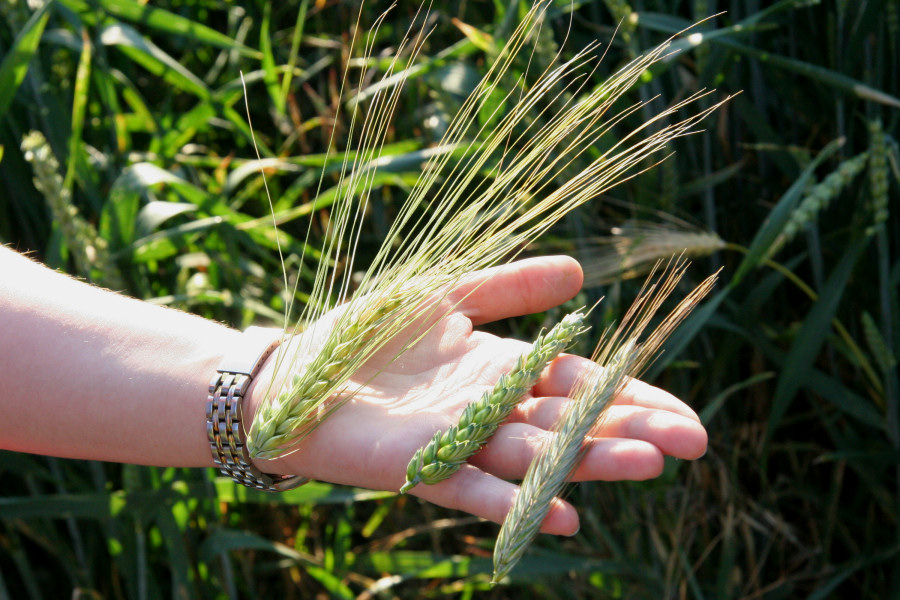
左からオオムギ、コムギ、ライムギの花穂

花穂（かすい、spike, ear）は、穂のような形で咲く花のこと。
ススキ、エノコログサ、ケイトウなどがこれにあたる。

## 概要
花穂は、植物の花序のあり方である。穂状花序というものもあるが、それよりは範囲が広く、外見が穂のようなものをこの名で呼ぶことが多い。
すなわち、花序の主軸が長く伸び、その軸状に花が並ぶか、あるいは第2の花軸が並んで伸びるにせよ、それが短いために、結果として花がすべて主軸に沿って並んだ状態になったものをこのように呼ぶ。